# Regla de Eötvös

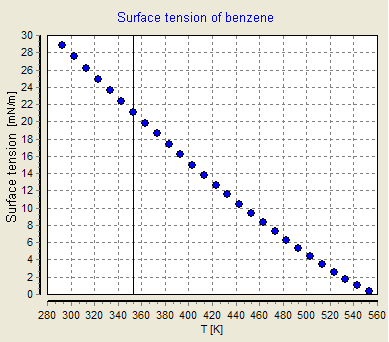
Tensión superficial del benceno en función de la temperatura

La regla de Eötvös, llamada así por el físico húngaro Loránd Eötvös (1848-1919) permite determinar la tensión superficial de cualquier líquido puro en todos los rangos de temperatura. El cálculo se hace a partir de la densidad, la masa molar y la temperatura crítica del líquido analizado. En el punto crítico, la tensión superficial es cero.
La regla Eötvös establece:
- La tensión superficial es una función lineal de la temperatura. Esta suposición se cumple aproximadamente para la mayoría de los líquidos conocidos. Cuando la ley de la tensión superficial frente a la temperatura es una línea aproximadamente recta, se puede observar que la tensión superficial es cero a la temperatura crítica.

- La dependencia de la temperatura de la tensión superficial se puede trazar para todos los líquidos de manera que los datos se condensan en una única curva maestra. Para ello, debe conocerse la masa molar, la densidad o el volumen molar del líquido correspondiente.

## La regla de Eötvös
Si {\displaystyle V} es el volumen molar y {\displaystyle T_{c}} la temperatura crítica de un líquido, la tensión superficial {\displaystyle \gamma } viene dada por:

{\displaystyle \gamma ={\frac {k(T_{c}-T)}{V^{2/3}}}}

donde la constante de Eötvös tiene un valor de  {\displaystyle k=2,1\cdot 10^{-7}\mathrm {Julio} /(\mathrm {K} \cdot \mathrm {mol} ^{2/3})}, y es válida para todos los líquidos. {\displaystyle T} es la temperatura del líquido en kelvin ({\displaystyle \mathrm {K} }). 
Valores más precisos se pueden obtener si se considera que la línea normalmente cruza el eje de temperaturas a unos 6 K del punto crítico:

{\displaystyle \gamma ={\frac {k(T_{c}-6\ \mathrm {K} -T)}{V^{2/3}}}}

El volumen molar {\displaystyle V} viene dado por la masa molar {\displaystyle M} y por la densidad {\displaystyle \rho \,}:

{\displaystyle V=M/\rho \,}

El término {\displaystyle \gamma V^{2/3}} también se conoce como "tensión superficial molar" {\displaystyle \gamma _{mol}\,}:

{\displaystyle \gamma _{mol}=\gamma V^{2/3}\,}

Una representación útil que evita el uso de la unidad mol-2/3 viene dada por la constante de Avogadro N A:

{\displaystyle \gamma =k'\left({\frac {M}{\rho N_{A}}}\right)^{-2/3}(T_{c}-6\ \mathrm {K} -T)=k'\left({\frac {N_{A}}{V}}\right)^{2/3}(T_{c}-6\ \mathrm {K} -T)}

Como John Lennard-Jones y Corner mostraron en 1940 por medio de la mecánica estadística, la constante k′ es casi igual a la constante de Boltzmann.

### Agua
Para el agua, la siguiente ecuación es válida entre 0 y 100 °C :

{\displaystyle \gamma =0.07275\ \mathrm {N/m} \cdot (1-0.002\cdot (T-291\ \mathrm {K} ))}

## Desarrollo histórico
Eötvös comenzó con la investigación de la tensión superficial cuando era estudiante, desarrollando un nuevo método para su determinación. La regla de Eötvös fue descubierta empíricamente, publicándose en 1886. En 1893 William Ramsay y Shields publicaron una versión mejorada teniendo en cuenta que la línea pasa normalmente el eje de temperatura a 6  K antes del punto crítico. John Lennard-Jones y Corner publicaron en (1940) una demostración de la ecuación por medio de mecánica estadística. En 1945 E. A. Guggenheim dio adicionalmente una variante de la ecuación mejorada.